# Weston (Lincolnshire)
Pour les articles homonymes, voir Weston.
Weston est une paroisse civile et un village du Lincolnshire, en Angleterre.